# Ковенко Михайло Микитович
Михайло Микитович Ковенко (8 (20) листопада 1888 , Білопілля, Сумський повіт, Харківська губернія, Російська імперія  — не раніше 1922 , невідомо ) — український військовик, журналіст, дипломат. Член Центральної Ради УНР. Командир загонів Вільного Козацтва у Києві під час Січневого заколоту російських більшовиків. Редактор газети «Україна» (1919).

## Біографія
Народився 8 (20) листопада 1888 року в місті Білопілля, тепер Сумська область, Україна. Його батько — Микита Спиридонович Ковенко був селянином з села Грязне Краснопільської волості Охтирського повіту Харківська губернія. Освіту отримав в Люботинському двокласному училищі (1899), технікум в Альтенбурзі (Німеччина) (1910), Королівському політехнічному інституті Дармштадт (Німеччина) (1910), інженер-механік.
З 1910 року потрапляє на військову службу до 1-го Кавказького залізничного батальйону. У 1914 році близько двох місяців працює помічником інженера з обслуговування млинів Харківського відділення торгового дому «Абрам Волкенштейн і сини». З жовтня 1915 по липень 1916 року служить завідувачем технічного бюро відділу механічних майстерень комітету Південно-Західного фронту Всеросійського Земського союзу. З 1916 року починає брати активну участь у політичному житті. Вступає до Української соціал-демократичної робітничої партії.
З липня 1917 року — член Центральної Ради УНР. Там він представляє і Всеукраїнську Раду робітничих депутатів. Наприкінці року Ковенко уже член Української партії соціалістів-самостійників. Він твердо стоїть на державницьких позиціях, усвідомлюючи водночас, що тільки народна воля може вирішити питання про майбутній державний устрій України.
З 17 вересня 1917 року директор Виборчого бюро у складі Генерального секретарства внутрішніх справ. З грудня 1917 року у зв'язку з початком виборчої кампанії був відряджений на роботу до Вільного Козацтва для його інструктажу з охорони виборів. У січні 1918 року командував загонами Вільного козацтва під час оборони Києва. У січні 1918 року Київський міських комісар від Української Центральної Ради.
16 січня 1918 року особливий комендант Києва, брав участь в придушенні Січневого заколоту на заводі Арсенал. У січні 1918 року провів арешти лівих українських есерів, які пішли на змову з більшовицьким урядом. З 9 березня 1918 року представник міністерства закордонних справ УНР при військовому аташе уряду Німеччини.
З травня 1918 року директор київського заводу «Арсенал». У 1919 році редактор газети «Україна», яка виходила в Кам'янці-Подільському. На початку цього ж року став особливим комендантом Вінниці та околиць. З 1919 року голова Верховної слідчої комісії по боротьбі з контрреволюцією.
З 1920 року — жив на еміграції в Румунії, лідер української військової еміграції, очільник громади у місті Текуч. У 1922 році брав участь в організації секції Управи Філії Українського Товариства Ліги Націй у (Румунії).